# Buzdiak
Buzdiak – wieś w Rosji, w Baszkortostanie. W 2010 roku liczyła 10 323 mieszkańców.